# Josué Canales
Elvin Josué Canales Escoto (Distrito Central, Honduras, 5 de septiembre de 2001) es un deportista español de origen hondureño que compite en atletismo, especialista en las carreras de mediofondo. Ganó una medalla de bronce en el Campeonato Mundial de Atletismo en Pista Cubierta de 2025, en la prueba de 800 m.

## Trayectoria
Nació en Honduras, pero vive en Gerona (España) desde los tres años, y representa internacionalmente a este país desde junio de 2024.
Representando a Honduras, ganó una medalla de plata en los XI Juegos Centroamericanos de 2017, en la prueba de 800 m. En 2023 se proclamó campeón de España sub-23 en pista cubierta de los 800 m.
Obtuvo la marca mínima para participar en los 800 m de los Juegos Olímpicos de París 2024, donde no pudo acceder a las semifinales por quedar cuarto en su serie de repesca.
El 19 de enero de 2025 batió el récord de España de 800 m en short track con una marca de 1:44.65, sexta mejor marca europea de todos los tiempos. Posteriormente llegó a la final del Campeonato de Europa en Pista Cubierta, donde fue quinto. En el Campeonato Mundial de Atletismo en Pista Cubierta de 2025 obtuvo la medalla de bronce en los 800 m con un tiempo de 1:45,03, siendo superado por el estadounidense Josh Hoey y el belga Eliott Crestan.

## Palmarés internacional
| Campeonato Mundial en Pista Cubierta | Campeonato Mundial en Pista Cubierta | Campeonato Mundial en Pista Cubierta | Campeonato Mundial en Pista Cubierta |
| Año                                  | Lugar                                | Medalla                              | Prueba                               |
| ------------------------------------ | ------------------------------------ | ------------------------------------ | ------------------------------------ |
| 2025                                 | Nankín (China)                       | Medalla de bronce                    | 800 m                                |

## Competiciones internacionales
| Año                      | Competición                            | Sede         | Puesto            | Prueba | Marca             |
| ------------------------ | -------------------------------------- | ------------ | ----------------- | ------ | ----------------- |
| Representando a Honduras |                                        |              |                   |        |                   |
| 2017                     | Campeonato Mundial Sub-18              | Nairobi      | 13.º (sf.)        | 400 m  | 48.21             |
| 2017                     | Juegos Centroamericanos                | Managua      | Medalla de plata  | 800 m  | 1:52.92           |
| 2018                     | Juegos Olímpicos de la Juventud        | Buenos Aires | 15.º              | 800 m  | 1:52.52 + 1:56.24 |
| 2020                     | Campeonato Centroamericano             | San José     | Medalla de oro    | 800 m  | 2:01.30           |
| 2020                     | Campeonato Centroamericano             | San José     | Medalla de oro    | 1500 m | 4:05.46           |
| Representando a España   |                                        |              |                   |        |                   |
| 2024                     | Juegos Olímpicos                       | París        | 33.º (s.)         | 800 m  | 1:46.48           |
| 2025                     | Campeonato de Europa en pista cubierta | Apeldoorn    | 5.º               | 800 m  | 1:45.88           |
| 2025                     | Campeonato Mundial en pista cubierta   | Nankín       | Medalla de bronce | 800 m  | 1:45.03           |

1. ↑  En esta competición se disputan dos mangas y se suma el resultado de ambas para obtener la clasificación final
2. ↑  4.º en la repesca (1:44.65).

## Marcas personales
| Prueba     | Marca   | Lugar       | Fecha               |
| ---------- | ------- | ----------- | ------------------- |
| 800 metros | 1:44,49 | Guadalajara | 23 de junio de 2024 |

| Prueba     | Marca   | Lugar      | Fecha               |
| ---------- | ------- | ---------- | ------------------- |
| 800 metros | 1:44,65 | Luxemburgo | 19 de enero de 2025 |